# Hans Wangensten Paus
Hans Wangensten Paus, född 26 juli 1891 i Trondheim, död 1975, mest känd som H.W. Paus, var en norsk vägingenjör, direktör i Vegdirektoratet, väghistoriker och heraldiker. Han publicerade flera böcker och artiklar om den norska vägbyggnadens historia.
Han studerade vid NTH 1914–1919 och tog examen som civilingenjör vid byggnadsingenjörslinjen. Han blev också värnpliktig officer 1916. Han arbetade hela sitt liv i Statens vegvesen, först i Nordland, senare i Oppland, innan han 1937 anställdes vid Vegdirektoratet, där han blev direktör 1949. Han gick i pension 1961.
Han var son till kapten och järnvägsingenjör Tollef Lintrup Paus (1843–1915), som i sitt yrkesliv arbetade med utbyggnaden av järnvägsnätet i Norge, och som tillhörde Skiens-grenen av släkten Paus. Tollefs far, fogde Henrik Johan Paus, hade den ovanliga idén att ge sina äldsta barn namn efter deras nummer i syskonskaran: Nina, Tina, Ellef och Tollef. Hans mor var Hedevig Holmsen, dotter till överstelöjtnant Hans Wangensten Holmsen (1815–1903).
H.W. Paus utnämndes till statens representant i Vegvesenets huvudutskott 1947 och i kommittén för norskt-finskt ekonomiskt samarbete i de norra områdena från 1955 till 1959. H.W. Paus var även intresserad av släkthistoria och heraldik.
Han var gift med Gudrun Egeland och var far till civilingenjör Kjeld (Fredrik Wangensten) Paus, Lidingö, som var central inom svensk vägbyggnad och direktör i flera entreprenadföretag. H.W. Paus var morfar till den svenska geologen Ole Paus.

## Utmärkelser
- Riddare av första klassen av Nordstjärneorden
- Kongens fortjenstmedalje i gull
- N.A.F.s fortjenstmedalje i gull